# 尾崎喜左雄
尾崎 喜左雄（おざき きさお、1904年（明治37年）5月30日 - 昭和53年（1978年）1月4日）は、日本の考古学者。主に群馬県で古墳の調査を行い、群馬県の考古学の礎を築いた。文学博士（1962年、東京大学）。元群馬大学教授。

## 経歴
1904年5月30日、神奈川県足柄上郡川村（現・山北町）に生まれる。1926年静岡高等学校卒業後、東北帝国大学法文学部に入学するも中退、1930年九州帝国大学法文学部を卒業（法学士）。1936年東京帝国大学文学部国史学科卒業。翌年応召。陸軍工兵中尉、野戦作井第四中隊長を経て1940年召集解除。1943年から群馬県師範学校教授嘱託、翌年群馬師範学校教授。1949年群馬大学教授。長岡女子短期大学教授。群馬県内の古墳や住居跡などの調査研究に従事する。県文化財専門委員や群馬県史編纂委員をつとめた。
上野国府跡の研究では、従来定説だった群馬郡旧元総社村（現在の群馬県前橋市元総社町付近）の蒼海城跡とする説（『群馬郡村誌』など）に対し、近藤義雄が群馬郡大友村（現在の群馬県前橋市大友町付近）の南の平坦地とする説が新たに定説化していた。そこで近藤説に基づいて1961年（昭和36年）から尾崎らによって発掘調査が行われ、むしろ従来の定説である元総社地区が最有力という結論が出された。
1976年に刊行された群馬県草津町の公式町史『草津温泉誌』第1巻（草津町誌編さん委員会編、尾崎喜左雄、萩原進、川合勇太郎著、草津町役場）では「古代の草津」を担当した。
1978年1月4日、胃がんのため群馬大学医学部附属病院で死去、73歳。横穴式古墳を火山灰堆積物で時代区分を試みるなどの功績をあげた。著作に「横穴式古墳の研究」などがある。

## 受章歴
- 1974年 - 勲三等旭日中綬章